# Гепард (телесеріал)
Гепард (італ. Il Gattopardo), також відомий як Леопард  — телесеріал на потоковому сервісі Netflix. Він заснований на однойменному класичному романі Джузеппе Томазі ді Лампедузи. Знятий режисером Томом Шенклендом у співпраці з Лаурою Лучетті та Джузеппе Капотонді, це — друга адаптація після фільму Лукіно Вісконті 1963 року. Прем'єра відбулася на Netflix 5 березня 2025 року.

## Сюжет
Принц Салінський і його аристократична родина на Сицилії XIX століття стикаються зі зміною соціального ландшафту внаслідок Рісорджименто..

## Акторський склад
- Кім Россі Стюарт[it] — дон Фабріціо Корбера, принц Саліни
- Дева Кассель — Анжеліка Седара
- Саул Нанні — Танкреді Фальконері
- Бенедетта Поркаролі[it] — Кончетта Корбера
- Паоло Калабрезі[it] — отець Пірроне
- Франческо Колелла[it] — Дон Калоджеро Седара
- Коррадо Інверніцці[it] — Шевалле
- Астрід Мелоні[it] в ролі Марії Стелли, принцеси Саліни
- Грета Еспозіто в ролі К'яри
- Гаетано Бруно[it] — губернатор Леонфорте
- Франческо Ді Лева[it] в ролі Руссо
- Алессандро Спердуті[it] — полковник Бомбелло
- Йозеф Гьюра[it] в ролі Тассоні
- Романо Реджані[it] як Кавріагі
- Даліла Рікотта — Катерина Корбера ді Саліна
- Рубен Муле Порена — Франческо Корбера ді Саліна
- Альберто Россі — Паоло Корбера ді Саліна
- Анна Ферруццо[it] як ігуменя

## Український Дубляж
- Студія: Постмодерн
- Режисер дубляжу: Людмила Петриченко
- Звукооператор: Олександр Кривовяз
- Спеціаліст зі зведення звуку: Софія Багмут
- Перекладач: Оксана Янчук
- Спеціаліст з адаптації: Катерина Чайка
- Менеджер проекту: Ілля Карачев

Ролі дублювали:
- Фабріціо — Роман Семисал
- Кончетта — Анастасія Павленко
- Танкреді — Євгеній Лісничий
- Седара — Ярослав Чорненький
- Анджеліка — Анна Артем'єва
- Марія-Стелла — Людмила Петриченко
- Франческо — В'ячеслав Хостікоєв
- Паоло — Олександр Погребняк
- К'яра — Галина Дубок
- Катеріна — Єлизавета Мастаєва
- Бомбелло — Дмитро Терещук
- Пірроне — Юрій Гребельник
- Руссо — Дмитро Вікулов
- Леонфорте — Олександр Шевчук
- Маріаніна — Світлана Шекера

Додатковий акторський склад: Роман Молодій, Євген Пашин, Богдан Крепак, Ярослав Шахторін, Владислав Пупков, Яна Кривов'яз, Ілля Локтіонов, Роман Солошенко, В'ячеслав Дудко, Аліна Проценко, Кирило Татарченко, Дмитро Тварковський, Майя Ведернікова, Вікторія Тишкевич, Олександр Куколенко, Вікторія Левченко, Петро Сова, Анастасія Чумаченко, Богдан-Гордій Бенюк,

## Епізоди
| № серії | Назва серії | Тривалість | Оригінальна дата показу |
| ------- | ----------- | ---------- | ----------------------- |
| 1       | «Епізод 1»  | 60 хв.     | 5 березня 2025          |
| 2       | «Епізод 2»  | 59 хв.     | 5 березня 2025          |
| 3       | «Епізод 3»  | 61 хв.     | 5 березня 2025          |
| 4       | «Епізод 4»  | 58 хв.     | 5 березня 2025          |
| 5       | «Епізод 5»  | 51 хв.     | 5 березня 2025          |
| 6       | «Епізод 6»  | 61 хв.     | 5 березня 2025          |

## Виробництво
Серіал було анонсовано 6 травня 2022 року, одночасно з відкриттям італійської штаб-квартири Netflix у Римі. Було виділено бюджет у 40 мільйонів євро.

### Кастинг
У квітні 2023 року до акторського складу доєдналися Дева Кассель, Кім Россі Стюарт, Саул Нанні, Паоло Калабрезі, Франческо Колелла, Астрід Мелоні та Грета Еспозіто.
Саул Нанні грає роль Танкреді Фальконері, якого раніше грав Ален Делон. Актор каже, що для нього велика честь зіграти такого культового персонажа, і можливість йти такими легендарними стопами — це дивовижно. Щоб підготуватися до ролі Танкреді, він уважно перечитав роман і поглиблено проаналізував фільм, намагаючись зрозуміти перипетії сім'ї та соціальну динаміку сицилійської аристократії 1860-х років.
Дева Кассель зіграла роль Анжеліки, яку зіграла Клаудія Кардінале в 1963 році. Вона вважала за краще готуватися до своєї ролі зосереджуючись на поточному баченні режисерів, радше ніж сприймати попередня втілення за замовчуванням.

### Зйомки
Основні зйомки розпочалися у квітні 2023 року. Зйомки тривали протягом 105 днів і вимагали використання 5000 статистів; 130 карет, возів і човнів; 100 тварин і 12 дресирувальників.
Серіал знімався на Сицилії, зокрема в Палермо, Катанії та Сіракузах. У Палермо зйомки проходили в Палаццо Комітіні, Куатро Канті, Палаццо делле Аквіле та на віллі Вальгуарнера. У Катанії та її околицях зйомки проходили в Палаццо Біскарі та ярах Каніццола. У Сіракузах та їх околицях зйомки проходили в Палаццо Беневентано дель Боско та в церкві Санта Люсія алла Бадія, обидва — на острові Ортіджія. Художник-постановник Дімітрі Капуані заявив, що команда спеціально уникала місць, які використовувалися в екранізації 1963 року, щоб відрізнити серіал від фільму.
Серіал також знімали в Турині, зокрема в Музеї Рісорджіменто, Палаццо Каріньяно, Пьяцца Каріньяно, Парку Валентино, міській палацовій площі, Палаці Біраго, Палаццо Даль Поццо делла Цистерна, Палаццо Чівіко, Парку полеглих в нацистських таборах та вулиці Карла Альберта Інтер'єри також знімали на віллі Парізі в Римі.

### Музика
| Il Gattopardo (Colonna sonora della serie Netflix) | Il Gattopardo (Colonna sonora della serie Netflix)                        | Il Gattopardo (Colonna sonora della serie Netflix) | Il Gattopardo (Colonna sonora della serie Netflix) |
| #                                                  | Назва                                                                     | Artist(s)                                          | Тривалість                                         |
| -------------------------------------------------- | ------------------------------------------------------------------------- | -------------------------------------------------- | -------------------------------------------------- |
| 1.                                                 | «Spunta lu Suli - Pt. I»                                                  | Паоло Буонвіно [en] Simona Di Gregorio             | 2:42                                               |
| 2.                                                 | «Il valzer del Gattopardo»                                                | Paolo Buonvino                                     | 4:04                                               |
| 3.                                                 | «L'incanto Sospeso - Pt. I»                                               | Paolo Buonvino                                     | 2:25                                               |
| 4.                                                 | «Si Fussi Aceddu»                                                         | Paolo Buonvino Simona Di Gregorio                  | 3:28                                               |
| 5.                                                 | «Luci e Ombre»                                                            | Paolo Buonvino Coro Cappella Musicale Lauretana    | 1:02                                               |
| 6.                                                 | «Di Speme e di Coraggio»                                                  | Paolo Buonvino Coro Cappella Musicale Lauretana    | 2:46                                               |
| 7.                                                 | «L'alba»                                                                  | Paolo Buonvino                                     | 2:19                                               |
| 8.                                                 | «Luce del Mattino»                                                        | Paolo Buonvino                                     | 1:18                                               |
| 9.                                                 | «Lettere dal Fronte»                                                      | Paolo Buonvino                                     | 2:39                                               |
| 10.                                                | «Sei Benvenuta»                                                           | Paolo Buonvino                                     | 1:39                                               |
| 11.                                                | «Angelica»                                                                | Paolo Buonvino                                     | 2:23                                               |
| 12.                                                | «Amunì»                                                                   | Paolo Buonvino                                     | 1:23                                               |
| 13.                                                | «Ombre»                                                                   | Paolo Buonvino                                     | 1:48                                               |
| 14.                                                | «Il tormento di Tancredi»                                                 | Paolo Buonvino                                     | 4:11                                               |
| 15.                                                | «Trasi Trasi Baiu»                                                        | Paolo Buonvino                                     | 1:03                                               |
| 16.                                                | «Argivocale»                                                              | Paolo Buonvino                                     | 1:30                                               |
| 17.                                                | «Il Tempo Negato»                                                         | Paolo Buonvino                                     | 1:59                                               |
| 18.                                                | «Don Fabrizio»                                                            | Paolo Buonvino                                     | 2:26                                               |
| 19.                                                | «Potremmo Scappare»                                                       | Paolo Buonvino                                     | 1:45                                               |
| 20.                                                | «Spunta lu Suli»                                                          | Paolo Buonvino Simona Di Gregorio                  | 1:50                                               |
| 21.                                                | «Nascondino»                                                              | Paolo Buonvino                                     | 1:16                                               |
| 22.                                                | «Polka della Liberazione»                                                 | Paolo Buonvino                                     | 1:54                                               |
| 23.                                                | «Mazurka di Palazzo»                                                      | Paolo Buonvino                                     | 2:08                                               |
| 24.                                                | «Polka Spensierata»                                                       | Paolo Buonvino                                     | 1:54                                               |
| 25.                                                | «Polka da Elektro-Magnetische - Polka, Op.110»                            | Paolo Buonvino                                     | 2:04                                               |
| 26.                                                | «Valzer da Jerusalem - Act III Pas de Deux»                               | Paolo Buonvino                                     | 1:20                                               |
| 27.                                                | «Valzer da I vespri Siciliani - Act III - Le quattro Stagioni - L'estate» | Paolo Buonvino                                     | 3:08                                               |
| 28.                                                | «Avresti Dovuto Essere Tu»                                                | Paolo Buonvino                                     | 1:21                                               |
| 29.                                                | «L'incanto Sospeso - Pt. II»                                              | Paolo Buonvino                                     | 0:58                                               |
| 30.                                                | «Trame Invisibili»                                                        | Paolo Buonvino                                     | 1:48                                               |
| 31.                                                | «Arida Sicilia»                                                           | Paolo Buonvino                                     | 2:04                                               |
| 32.                                                | «Il racconto di Tancredi»                                                 | Paolo Buonvino                                     | 1:59                                               |
| 33.                                                | «Un Vuoto»                                                                | Paolo Buonvino                                     | 1:37                                               |
| 34.                                                | «Uno dei Nostri»                                                          | Paolo Buonvino                                     | 1:48                                               |
| 35.                                                | «Pensando a Bellini»                                                      | Paolo Buonvino Rossella Ruini                      | 6:31                                               |
| 36.                                                | «Tarantella di Donnafugata»                                               | Paolo Buonvino                                     | 3:46                                               |
| 37.                                                | «Spunta lu Suli - Pt. II»                                                 | Paolo Buonvino Simona Di Gregorio                  | 2:10                                               |
| 82:26                                              |                                                                           |                                                    |                                                    |

## Реліз
Тизер-трейлер був випущений 19 листопада 2024 року. Серіал вийшов на Netflix 5 березня 2025 року. Протягом п'яти днів після виходу серіал переглянули понад 3 мільйони разів, що дозволило йому увійшти до топ-10 Netflix у понад 30 країнах.